# Ruskiniana sexguttatipennis
Ruskiniana sexguttatipennis is een vliesvleugelig insect uit de familie Encyrtidae. De wetenschappelijke naam is voor het eerst geldig gepubliceerd in 1923 door Girault.